# Финтинеле (Арад)
Финтинеле (рум. Fântânele) — село у повіті Арад в Румунії. Адміністративний центр комуни Финтинеле.
Село розташоване на відстані 413 км на північний захід від Бухареста, 6 км на південний схід від Арада, 42 км на північ від Тімішоари.

## Населення
За даними перепису населення 2002 року у селі проживали 2224 особи.
Національний склад населення села:
| Національність | Кількість осіб | Відсоток |
| -------------- | -------------- | -------- |
| румуни         | 1719           | 77,3%    |
| угорці         | 280            | 12,6%    |
| словаки        | 134            | 6,0%     |
| німці          | 55             | 2,5%     |
| цигани         | 20             | 0,9%     |
| українці       | 9              | 0,4%     |

Рідною мовою назвали:
| Мова       | Кількість осіб | Відсоток |
| ---------- | -------------- | -------- |
| румунська  | 1728           | 77,7%    |
| угорська   | 281            | 12,6%    |
| словацька  | 134            | 6,0%     |
| німецька   | 55             | 2,5%     |
| циганська  | 11             | 0,5%     |
| українська | 9              | 0,4%     |